# Parc de Xhovémont
Le parc de Xhovémont est un parc de la ville de Liège (Belgique) situé dans le quartier administratif de Naimette-Xhovémont.

## Situation
Le parc de Xhovémont ne doit pas être confondu avec le complexe de Naimette-Xhovémont, un complexe sportif situé le long de la partie occidentale du parc. Le parc est situé entre quatre rues : le boulevard Léon Philippet, la rue Xhovémont, la rue des Métiers et la rue Naimette qui se transforme en chemin. Il possède un ou plusieurs accès au départ de chacune de ces quatre rues. La partie basse du parc se situe au niveau de la rue des Métiers alors que la partie haute se situe le long du boulevard Lèon Philippet où est implantée l'école communale Xhovémont-Philippet. 

## Description
Ce parc en pente d'une superficie approximative de 4 hectares est constitué de pelouses arborées et de bosquets constitués principalement de feuillus comme des hêtres et des frênes mais aussi des séquoias, des ifs et un ginkgo biloba appelé aussi abricotier d'argent ou arbre aux quarante écus. Le parc peut être parcouru en suivant quelques allées jalonnées de bancs. 

## Histoire
En 1920, ce parc était privé et s’appelait le parc Heuvelmans du nom d'une maison qui se dressait à l'endroit occupé aujourd'hui par l'école communale.  

### Articles annexes
- Liste des parcs de Liège
- Parc de la Paix (Liège)